# A Double Life
 A Double Life és una pel·lícula estatunidenca dirigida per George Cukor, estrenada el 1947.

## Argument
Un matrimoni d'actors interpreten l'obra Otel·lo. L'actor, influït pel seu rol, comença a perdre el seu equilibri mental i és incapaç de discernir entre ficció i realitat, desencadenant un drama.

## Repartiment
- Ronald Colman: Anthony John
- Signa Hasso: Brita
- Edmond O'Brien: Bill Friend
- Shelley Winters: Pat Kroll
- Ray Collins: Victor Donlan
- Philip Loeb: Max Lasker
- Millard Mitchell: Al Cooley
- Joe Sawyer: Pete Bonner
- Charles La Torre: Stellini
- Whit Bissell: Dr. Stauffer
- Frederick Worlock: Actor a Othel·lo

## Premis i nominacions

### Premis
- 1948: Oscar al millor actor per a Ronald Colman
- 1948: Oscar a la millor banda sonora per a Miklós Rózsa
- 1948: Globus d'Or al millor actor dramàtic per a Ronald Colman

### Nominacions
- 1948: Oscar al millor guió original per Ruth Gordon i Garson Kanin